# صاحب خزعل
صاحب خزعل السوداني (1 يناير 1943 - 9 مايو 2025) هو لاعب كرة قدم عراقي سابق، لعب مع المنتخب العراقي في نهائيات كأس آسيا عام 1972، بين عامي 1963 و1975، شارك في 54 مباراة دولية. وكان أول لاعب يشارك مع المنتخب العراقي في 50 مباراة دولية. وهو من ضمن الفريق الذي خاض أول تصفيات كأس العالم في عام 1974.
لعب لصالح نادي القوة الجوية. وحمل لقب الصخرة السوداء.